# Трендельбург
Трендельбург (нім. Trendelburg) — місто в Німеччині, знаходиться в землі Гессен. Підпорядковується адміністративному округу Кассель. Входить до складу району Кассель.
Площа — 69,35 км2. Населення становить 4866 ос. (станом на 31 грудня 2020).